# Fignévelle
 Fignévelle  es una población y comuna francesa, en la región de Lorena, departamento de Vosgos, en el distrito de Épinal y cantón de Monthureux-sur-Saône.

## Demografía
| 102 | 78 | 74 | 74 | 66 | 60 |
| Para los censos de 1962 a 1999 la población legal corresponde a la población sin duplicidades (Fuente: INSEE [Consultar]) |    |    |    |    |    |